# Pedro Carrasco
Pedro Carrasco (Huelva, 11 luglio 1943 – Alosno, 27 gennaio 2001) è stato un pugile e attore spagnolo, Campione europeo dei Pesi leggeri e superleggeri (1967-1971) e Campione del mondo dei leggeri nel 1971.

## Biografia
Spagnolo dell'Andalusia, all'età di otto anni Carrasco si trasferisce con la sua famiglia prima a Siviglia e un anno dopo a San Paolo del Brasile.
In Brasile, all'età di quattordici anni, inizia a lavorare in una fabbrica di imballaggi e, due anni dopo, contro il volere del padre, comincia a dedicarsi al pugilato.

### Carriera
Durante un tour in Italia del suo club dilettantistico, Carrasco è ingaggiato da Umberto Branchini e debutta come professionista, a Imola, il 24 ottobre 1962, contro Carlo Leggenda. Vince per Kot in due round. Combatte altre nove volte in Italia, anche due volte nello stesso giorno. Consegue otto vittorie e un solo pareggio, contro Franco Rosini.
Debutta in Spagna a Barcellona, il 2 agosto 1963, sconfiggendo Manuel Carvajal de los Santos ai punti in sei riprese.
Dopo quella prima vittoria casalinga, alterna i combattimenti in Spagna e in Italia. E' sconfitto per la prima volta a Roma da Aldo Pravisani ai punti in otto riprese. Dopo la sconfitta, continua a combattere fino a 15 volte in due anni, soprattutto in Italia ma anche in Svizzera e in Spagna, vincendo sempre.
Nel 1966 si stabilisce in patria dove vince i successivi 24 combattimenti, la maggior parte prima del limite. E' designato sfidante ufficiale per la cintura europea dei pesi leggeri.
Il 30 giugno 1967, conquista il titolo europeo dei pesi leggeri alla Plaza de Toros di Madrid contro il danese Børge Krogh, per knockout tecnico all'ottavo round. Il match successivo, senza il titolo in palio è contro Aldo Pravisani che gli aveva inferto la sua prima sconfitta. Carrasco vince ai punti in 10 riprese.
Il 10 maggio 1968, mette in palio il titolo europeo contro Kid Tano, che batte per KO all'ottavo round. Poi lo difende vittoriosamente contro Bruno Melissano (Kot al terzo round), Olli Mäki, (ai punti), Tore Magnussen (Kot al terzo round) e Miguel Velázquez, ai punti.
Dopo aver rinunciato alla cintura europea dei leggeri, il 21 maggio 1971, al Palacio de los Deportes di Madrid, Carrasco combatte per il titolo dei superleggeri contro René Roque, già vincitore su Sandro Lopopolo e lo batte ai punti in 15 round.
Nel frattempo la WBC dichiara decaduto il campione mondiale dei leggeri, Ken Buchanan, per non aver affrontato proprio Pedro Carrasco. Lo spagnolo è quindi designato a combattere per il titolo mondiale WBC vacante con lo statunitense Mando Ramos. Il 5 novembre 1971, sempre a Madrid, Carrasco conquista la cintura di Campione del Mondo. È messo quattro volte al tappeto ma alla fine l'arbitro, giudicando irregolare un'azione del suo avversario gli assegna la vittoria per squalifica al dodicesimo round. Carrasco è il terzo spagnolo a indossare la cintura, dopo il peso gallo Baltasar Sangchili (1935-1936) e il piuma cubano naturalizzato spagnolo José Legrá (1968-1969).
Dopo tre mesi (18 febbraio 1972), a Los Angeles, si disputa la rivincita. Mando Ramos riesce a riconquistare la cintura con verdetto controverso, rispettivamente di 7-6, 9-5 e 5-8 riprese a suo favore, secondo i cartellini dei tre giudici.
Il 28 giugno 1972, sempre al Palacio de Deportes di Madrid, viene allestito il terzo incontro tra Carrasco e Ramos con il titolo mondiale in palio. Carrasco è atterrato alla prima e alla seconda ripresa. Il combattimento termina con la vittoria di Ramos ai punti in quindici riprese con il controverso verdetto di 142-144, 142-146 e 145-142.
Carrasco combatte ancora due volte, in entrambi i casi vincendo prima del limite. Poi si ritira.
Ha combattuto un totale di 111 incontri da professionista, di cui 106 vinti, 3 persi e 2 pari. Non ha mai perso prima del limite. Ha vinto almeno una volta sia con i due pugili da cui è stato sconfitto (Mando Ramos e Aldo Pravisani) sia con quelli che lo hanno costretto al pari (Franco Rosini e Joe Tetteh). Dall'11 marzo 1964 (sconfitta nel primo match con Pravisani) al 18 febbraio 1972 vanta una striscia positiva di 93 match senza sconfitte di cui 83 vittorie consecutive, una delle più serie lunghe della storia della boxe mondiale.

### Dopo il ritiro
Carrasco, che era un combattente istruito culturalmente, ha avuto un sensazionale successo sui media, in particolare nelle riviste tabloid, facendosi fotografare con le star dello spettacolo spagnolo. La sua foto è apparsa molte volte sulle copertine di riviste come ¡Hola!.
Sposò la cantante Rocío Jurado, dalla quale ebbe la figlia Rocío Carrasco. È stato anche sposato per cinque anni con Raquel Mosquera.
Nel 1968 ha interpretato come attore protagonista il film El marino de los puños de oro, nella parte di Pedro Montero, un pugile che inizia la carriera in Brasile e in Italia fino a quando arriva in Spagna e si arruola nella Marina Spagnola. Con l'aiuto dei suoi colleghi, conquista il titolo europeo contro un italiano, superando anche le cattive arti dei suoi rivali che avevano messo una donna nel suo letto per deconcentrarlo. Il film può essere considerato autobiografico per l'estrema somiglianza con la vita reale di Carrasco.
Nel 2001, la sua morte per infarto, a soli 57 anni, causò forte shock in Spagna, in particolare per la sua relativamente giovane età.